# ハナコのBuzzリサーチ
『ハナコのBuzzリサーチ』（ハナコのバズリサーチ）は、岡山放送（OHK）で放送されていた岡山県・香川県向けのバラエティ番組。

## 概要
ハナコの初の冠番組として水曜深夜に放送開始。
主に岡山・香川で話題でなっているスポットを紹介していた。
2021年4月10日から土曜夕方が本放送になった（深夜は再放送も行う）。
2021年6月19日の87回の放送を最後に翌週から再放送に切り替えられる。
2021年8月25日に週刊文春が、7月上旬に番組担当のスタッフが自殺していた事を報じた。その後、公式サイト・公式YouTubeチャンネルが「メンテナンス中」として閉鎖。事実上の打ち切りになった。
2021年9月10日に番組公式サイトとハナコの秋山と岡部のTwitterに番組終了報告が行われた。

## 放送時間
- 本放送
  - 2019年4月10日 - 2019年9月18日 : 毎週水曜日 25:40 - 26:10
  - 2019年10月2日 - 2021年3月24日 : 毎週水曜日 24:25 - 25:05
  - 2021年4月10日 - 2021年7月31日 : 毎週土曜日 17:00 - 17:30

## 出演者
- ハナコ（菊田竜大・秋山寛貴・岡部大）